# Seznam prvních písní hitparády v Česku (2020–současnost)
Rádio Top 100 Oficiální je oficiální žebříček nejlepších písniček vysílaných v České republice. Sestavuje a vydává ho IFPI Czech Republic.
Níže je uveden seznam písní, které se během dvacátých let 21. století dostaly na Rádio Top 100 Oficiálním žebříčku na první příčku.

| Vyšlo         | Skladba                           | Umělec                                            | Počet týdnů na prvním místě |
| 2020          | 2020                              | 2020                                              | 2020                        |
| ------------- | --------------------------------- | ------------------------------------------------- | --------------------------- |
| 13. ledna     | "Only Human"                      | Jonas Brothers                                    | 1                           |
| 20. ledna     | "Ride It"                         | Regard                                            | 2                           |
| 3. února      | "Hvězdáři"                        | Kryštof feat. Simona Martausová                   | 1                           |
| 10. února     | "Ride It"                         | Regard                                            | 2                           |
| 24. února     | "Hvězdáři"                        | Kryštof feat. Simona Martausová                   | 1                           |
| 2. března     | "Ride It"                         | Regard                                            | 1                           |
| 9. března     | "Hvězdáři"                        | Kryštof feat. Simona Martausová                   | 1                           |
| 16. března    | "Before You Go"                   | Lewis Capaldi                                     | 8                           |
| 11. kvštna    | "Blinding Lights"                 | The Weeknd                                        | 2                           |
| 25. května    | "Hned teď (pojď být světlometem)" | Kryštof                                           | 2                           |
| 8. června     | "Blinding Lights"                 | The Weeknd                                        | 8                           |
| 3. srpna      | "Kings & Queens"                  | Ava Max                                           | 7                           |
| 21. září      | "In Your Eyes"                    | The Weeknd                                        | 1                           |
| 28. září      | "Be Kind"                         | Marshmello & Halsey                               | 1                           |
| 5. října      | "Breaking Me"                     | Topic a A7S                                       | 3                           |
| 26. října     | "Head & Heart"                    | Joel Corry a MNEK                                 | 1                           |
| 2. listopadu  | "In Your Eyes"                    | The Weeknd                                        | 1                           |
| 9. listopadu  | "Breaking Me"                     | Topic a A7S                                       | 1                           |
| 16. listopadu | "Head & Heart"                    | Joel Corry a MNEK                                 | 1                           |
| 23. listopadu | "I přes to všechno"               | Mirai                                             | 4                           |
| 21. prosince  | "Vánoční"                         | Kryštof/Karel Gott                                | 1                           |
| 28. prosince  | "I přes to všechno"               | Mirai                                             | 11                          |
| 2021          |                                   |                                                   |                             |
| 15. března    | "All We Got"                      | Robin Schulz feat. Kiddo                          | 1                           |
| 22. března    | "I přes to všechno"               | Mirai                                             | 2                           |
| 5. dubna      | "I Need You to Hate Me"           | JC Stewart                                        | 5                           |
| 10. května    | "Your Love (9PM)"                 | ATB, Topic a A7S                                  | 1                           |
| 17. května    | "Follow You"                      | Imagine Dragons                                   | 1                           |
| 24. května    | "I Need You to Hate Me"           | JC Stewart                                        | 1                           |
| 31. května    | "Your Love (9PM)"                 | ATB, Topic a A7S                                  | 2                           |
| 14. června    | "Follow You"                      | Imagine Dragons                                   | 3                           |
| 5. července   | "Higher Power"                    | Coldplay                                          | 2                           |
| 19. července  | "Angels like You"                 | Miley Cyrus                                       | 1                           |
| 26. července  | "Higher Power"                    | Coldplay                                          | 1                           |
| 2. srpna      | "Angels like You"                 | Miley Cyrus                                       | 1                           |
| 9. srpna      | "Higher Power"                    | Coldplay                                          | 1                           |
| 16. srpna     | "Bad Habits"                      | Ed Sheeran                                        | 11                          |
| 1. listopadu  | "Love Again"                      | Dua Lipa                                          | 2                           |
| 15. listopadu | "Rampampam"                       | Minelli                                           | 1                           |
| 22. listopadu | "Love Again"                      | Dua Lipa                                          | 2                           |
| 6. prosince   | "Easy on Me"                      | Adele                                             | 9                           |
| 2022          |                                   |                                                   |                             |
| 7. února      | "Bad Habits"                      | Ed Sheeran                                        | 4                           |
| 7. března     | "Cold Heart"                      | Elton John a Dua Lipa                             | 1                           |
| 14. března    | "Most People"                     | R3hab a Lukas Graham                              | 1                           |
| 21. března    | "Cold Heart"                      | Elton John a Dua Lipa                             | 1                           |
| 28. března    | "Overpass Graffiti"               | Ed Sheeran                                        | 1                           |
| 4. dubna      | "Thunder"                         | Gabry Ponte, Lum!x a Prezioso                     | 1                           |
| 11. dubna     | "Nejsi sám"                       | Miro Žbirka feat. David Žbirka                    | 1                           |
| 18. dubna     | "The Motto"                       | Tiësto a Ava Max                                  | 1                           |
| 25. dubna     | "Thunder"                         | Gabry Ponte, Lum!x a Prezioso                     | 2                           |
| 9. května     | "Cold Heart"                      | Elton John a Dua Lipa                             | 1                           |
| 16. května    | "Thunder"                         | Gabry Ponte, Lum!x a Prezioso                     | 1                           |
| 23. května    | "Vedle tebe usínám"               | Mirai                                             | 3                           |
| 13. června    | "As It Was"                       | Harry Styles                                      | 6                           |
| 25. července  | "Vedle tebe usínám"               | Mirai                                             | 1                           |
| 1. srpna      | "Run"                             | Becky Hill a Galantis                             | 1                           |
| 8. srpna      | "When You're Gone"                | Shawn Mendes                                      | 1                           |
| 15. srpna     | "Vedle tebe usínám"               | Mirai                                             | 1                           |
| 22. srpna     | "Originál"                        | Marek Ztracený                                    | 3                           |
| 12. září      | "Vedle tebe usínám"               | Mirai                                             | 4                           |
| 10. října     | "2Step"                           | Ed Sheeran                                        | 2                           |
| 24. října     | "Irrelevant"                      | Pink                                              | 1                           |
| 31. října     | "Bad Memories"                    | Meduza a James Carter feat. Elley Duhé a Fast Boy | 1                           |
| 7. listopadu  | "Měl bych si boty zout"           | Chinaski                                          | 2                           |
| 21. listopadu | "Forget Me"                       | Lewis Capaldi                                     | 1                           |
| 28. listopadu | "Měl bych si boty zout"           | Chinaski                                          | 1                           |
| 5. prosince   | "Forget Me"                       | Lewis Capaldi                                     | 1                           |
| 12. prosince  | "Vánoce na míru"                  | Ewa Farna                                         | 2                           |
| 26. prosince  | "Numb"                            | Marshmello a Khalid                               | 2                           |
| 2023          |                                   |                                                   |                             |
| 9. ledna      | "Forget Me"                       | Lewis Capaldi                                     | 5                           |
| 13. února     | "Flowers"                         | Miley Cyrus                                       | 25                          |
| 7. srpna      | "Waterfall"                       | Michael Schulte a R3hab                           | 1                           |
| 14. srpna     | "Chemical"                        | Post Malone                                       | 1                           |
| 21. srpna     | "Crying on the Dancefloor"        | Endless Summer a Violet Days                      | 1                           |
| 28. srpna     | "Waterfall"                       | Michael Schulte a R3hab                           | 1                           |
| 4. září       | "React"                           | Switch Disco a Ella Henderson                     | 2                           |
| 18. září      | "Waterfall"                       | Michael Schulte a R3hab                           | 1                           |
| 25. září      | "Dance the Night"                 | Dua Lipa                                          | 3                           |
| 16. října     | "Waterfall"                       | Michael Schulte a R3hab                           | 5                           |
| 20. listopadu | "Runaway"                         | Pink                                              | 1                           |
| 27. listopadu | "The Feeling"                     | Lost Frequencies                                  | 3                           |
| 18. prosince  | "Runaway"                         | Pink                                              | 5                           |
| 2024          |                                   |                                                   |                             |
| 22. ledna     | "Houdini"                         | Dua Lipa                                          | 5                           |
| 26. února     | "Overdrive"                       | Ofenbach feat. Norma Jean Martine                 | 1                           |
| 4. března     | "Houdini"                         | Dua Lipa                                          | 5                           |
| 8. dubna      | "Overdrive"                       | Ofenbach feat. Norma Jean Martine                 | 2                           |
| 22. dubna     | "Houdini"                         | Dua Lipa                                          | 2                           |
| 6. května     | "Waterfall"                       | Michael Schulte a R3hab                           | 1                           |
| 13. května    | "Lose Control"                    | Teddy Swims                                       | 2                           |
| 27. května    | "Alibi"                           | Ella Henderson feat. Rudimental                   | 2                           |
| 10. června    | "Blindside"                       | James Arthur                                      | 1                           |
| 17. června    | "Houdini"                         | Dua Lipa                                          | 1                           |
| 24. června    | "Alibi"                           | Ella Henderson feat. Rudimental                   | 2                           |
| 8. července   | "I tak to za to stojí"            | O5 a Radeček a Elly                               | 2                           |
| 22. července  | "Beautiful Things"                | Benson Boone                                      | 1                           |
| 29. července  | "I Like the Way You Kiss Me"      | Artemas                                           | 1                           |
| 5. srpna      | "Stumblin' In"                    | Cyril                                             | 1                           |
| 12. srpna     | "I Like the Way You Kiss Me"      | Artemas                                           | 1                           |
| 19. srpna     | "Out of Love"                     | Oliver Heldens a Weibird                          | 3                           |
| 9. září       | "Stumblin' In"                    | Cyril                                             | 1                           |
| 16. září      | "I Like the Way You Kiss Me"      | Artemas                                           | 1                           |
| 23. září      | "Feelslikeimfallinginlove"        | Coldplay                                          | 4                           |
| 21. října     | "Stargazing"                      | Myles Smith                                       | 5                           |
| 25. listopadu | "The Emptiness Machine"           | Linkin Park                                       | 6                           |
| 2025          |                                   |                                                   |                             |
| 6. ledna      | "Die with a Smile"                | Lady Gaga a Bruno Mars                            | 2                           |
| 20. ledna     | "Too Sweet"                       | Hozier                                            | 4                           |
| 17. února     | "Wave"                            | Fast Boy a Raf                                    | 1                           |
| 24. února     | "Forever Young"                   | David Guetta, Alphaville a Ava Max                | 1                           |
| 3. března     | "Nice to Meet You"                | Myles Smith                                       | 2                           |
| 17. března    | "Born with a Broken Heart"        | Damiano David                                     | 1                           |
| 24. března    | "Apt."                            | Rosé a Bruno Mars                                 | 3                           |
| 14. dubna     | "Born with a Broken Heart"        | Damiano David                                     | 5                           |
| 19. května    | "That's So True"                  | Gracie Abrams                                     | 1                           |
| 26. května    | "Abracadabra"                     | Lady Gaga                                         | 5                           |
| 30. června    | "End of the World"                | Miley Cyrus                                       | 1                           |
| 7. července   | "Ordinary"                        | Alex Warren                                       | 1                           |
| 14. července  | "End of the World"                | Miley Cyrus                                       | 2                           |
| 28. července  | "Ordinary"                        | Alex Warren                                       | 1                           |
| 4. srpna      | "It's Not Right but It's Okay"    | Felix Jaehn a Whitney Houston                     | 1                           |
| 11. srpna     | "End of the World"                | Miley Cyrus                                       | 2                           |